# Galveston megye
Galveston megye az Amerikai Egyesült Államokban, azon belül Texas államban található. Megyeszékhelye Galveston, legnagyobb városa League City. Lakosainak száma 350 682 fő (2020. április 1.). Galveston megye Brazoria, Chambers és Harris megyékkel határos.

## Népesség
A megye népességének változása:
| Lakosok száma | 292 641 | 295 402 | 301 092 | 306 782 | 322 225 | 350 682 |
|               | 2010    | 2011    | 2012    | 2013    | 2015    | 2020    |